# Carmenta texana
Carmenta texana is een vlinder uit de familie wespvlinders (Sesiidae), onderfamilie Sesiinae.
Carmenta texana is voor het eerst wetenschappelijk beschreven door Edwards in 1881. De soort komt voor in het Nearctisch gebied.